# Helen Wainwright
Helen Wainwright (né le 15 mars 1906 et décédée le 11 octobre 1965) est une nageuse et plongeuse américaine. Elle a participé aux Jeux olympiques de 1920 où elle a remporté la médaille d'argent à la plateforme de 3 mètres en plongeon et aux Jeux olympiques d'été de 1924 où elle est de nouveau médaillée d'argent au 400 mètres nage libre en natation. Elle fait partie des trois Américaines qui ont obtenu des médailles à la fois en natation et en plongeon.

## Palmarès

### Jeux olympiques d'été
- Jeux olympiques d'été de 1920 à Anvers, ( Belgique)
  -  Médaille d'argent à la plateforme de 3 mètres en plongeon
- Jeux olympiques d'été de 1924 à Paris ( France)
  -  Médaille d'argent au 400 mètres nage libre en natation